# رضا طاهری
رضا طاهری (متولد ۱ مرداد ۱۳۵۵، بندر کنگان) شاعر و نویسنده ایرانی است. بیشتر شعر سپید می‌سراید؛ و تاکنون چهار مجموعه شعر و هشت کتاب از او به چاپ رسیده‌است. مهم‌ترین اثر وی در زمینه جغرافیای تاریخی جنوب از مروارید تا نفت است.  طاهری دانش آموخته‌ی دکترای ادبیات فارسی است و در کنار شعر و شاعری و پژوهش در تاریخ جغرافیا که وجه غالب کار اوست به ترجمه شعر نزار قبانی از عربی به فارسی و همچنین همراهی با گروه‌های تئاتر نیز پرداخته‌است.

## آثار
1. از مروارید تا نفت (تاریخ و جغرافیا – نشر: داستان سرا سال ۸۸، چاپ دوم، نشر: نخستین، سال ۹۰، چاپ سوم، نشر: نخستین، سال ۹۳)
2. هفت تا و دوتا دوستت دارم (مجموعه شعر ـ نشر: نخستین، سال ۷۹) برترین‌های جشنواره شعر کارنامه سال ۷۹
3. از فال قهوه (مجموعه غزل ـ نشر آرویج ـ سال ۸۱)
4. داستان مرگ سیزدهم/ (مجموعه شعر ـ نشر: ثالث ـ سال ۸۱)، برترین‌های جشنواره شعر کارنامه ۸۱[۴]
5. این آدم خوشحالا این‌جا چه کار می‌کنند/ (مجموعه نمایش‌نامه ـ نشر: نخستین ـ سال ۸۱)
6. شبانه‌ها/ (مجموعه شعر ـ نشر: داستان سرا ـ سال ۸۵)
7. کارتونی/ (داستانک‌های شاعرانه ـ نشر: آیینه جنوب ـ سال ۸۶)
8. ترجمه شازده کوچولو/ (نویسنده: سنت اگزوپری، نشر: نخستین ـ سال ۹۳)[۵]
9. نزار قبانی عاشقانه سرای بی‌همتا (ترجمه شعر ـ نشر: نخستین ـ سال ۹۳)[۶]
10. آناهیتا و ایزدبانوان دیگر در اسطوره‌ها و باورهای ایرانیان (پژوهش، نشر فروهر، ۱۳۹۳)
11. سفرهای مارکو پولو (گردآوری و ترجمه، نشر نخستین، سال۱۳۹۴)[۷]
12. هزار و یک روز / قصه‌های ایرانی / فرانسوا پتیس دلاکروا ترجمه محمدحسن میرزا کمال‌الدوله و محمد کریم‌خان سرتیپ (مقدمه و تصحیح - نشر نخستین ۱۳۹۷)[۸]

### از مروارید تا نفت تاریخ خلیج فارس (از بندر سیراف تا کنگان و عسلویه)
- در این کتاب خلاصه‌وار تاریخ ایران و خلیج فارس و به صورت جزئی‌تر به تاریخ سواحل خلیج فارس و سپس منطقه‌ای بنام شیبکوه خلیج فارس (واقع در جنوب شرق استان بوشهر و در حد فاصل کوه‌های زاگرس تا دریای خلیج فارس که بنک و کنگان تا گاوبندی را فرا می‌گیرد) پرداخته می‌شود.[۹]
- موضوعات این کتاب در سه بخش تنظیم شده‌است: در بخش اول تمدن سیراف تا دوران زوال است که به ناگزیر خلاصه‌ای از وضعیت دریای فارس را به آن افزوده شده و نگاهی نیز به دیگر بندرها و شهرهای خلیج فارس دارد.
- بخش دوم که حدود۴۰ درصد حجم کتاب است به تاریخ کنگان پس از دوران ویرانی سیراف و از دوران صفویه تا معاصر اختصاص داده شده‌است، این کتاب معرفی بندرها و سواحل جنوبی و پس‌کرانه خلیج فارس و وضعیت تاریخی ایران در هر دوره را به صورت تحلیلی ارائه داده‌است.
- علاوه بر این دو بخش، برای معرفی کامل‌تر بندرهای شیبکوه، مطالبی را با عنوان بخش‌سوم (ضمیمه‌ها) به آن پرداخته شده، کارنامه نفت ایران،[۱۰] کارنامه گاز در منطقه ویژه اقتصادی انرژی پارس، کارنامه مروارید،[۱۱] معرفی شناورهای چوبی دریایی ایران انواع لنج،[۱۲] از بازرگانی تا سلطه گری کشورهای اروپایی در خلیج فارس،[۱۳] خانوده‌های عرب مهاجر از سواحل جنوبی به سواحل شمالی خلیج فارس، نگاهی به بندر کنگان در حال حاضر و همسایگان آن از نوشته‌های بخش ضمیمه‌اند.[۱۴][۱۵][۱۶][۱۷]
- این کتاب جز کتاب‌های برگزیده جهت شرکت در نمایشگاه بین‌المللی فرانکفورت آلمان در سال ۹۳ می‌باشد.[۱۸] هم‌زمان با روز ملی خلیج فارس و پنجمین جشنواره بین‌المللی فرهنگی هنری خلیج فارس سال ۹۴ از این کتاب رونمایی شد.[۱۹]

### نمونهٔ آثار شعر
چهار شعر کوتاه برای سفر از چهار مجموعه شعر رضا طاهری
- از مجموعه شعر: هفت تا و دو تا دوستت دارم

جامه دانم را که بستی
کالسکه‌ای گوشهٔ خیابان ایستاد و
گفت: «فقط دو نفر» / ترس من با تو سوار شد
- از مجموعه شعر: داستان مرگ سیزدهم

آخرِ این هر شب در این پیراهن نیستم
باد می‌آید و می‌بردم
بی‌خبر از هرکجا که دلم برای تو تنگ است و
تو آسمان را می‌کشی روی سرت
که از من خبری نیست
از این که ماه را برمی‌دارم از آسمان خالی
می‌گذارم گوشه لبت که خدایی بکنم
- از مجموعه شعر: شبانه‌ها

سفر به من آموخت
در راه‌های گمنام قدم بردارم
به مسافرخانه‌های گمنام بروم
با آدم‌های گمنام دوست شوم
به راستی سفر برای من چه داشت
که همیشه غمگین ام می‌کرد
- از مجموعه شعر: دخترکان کاغذی

همیشه یک مسافر نا شناخته‌ام
که ناگزیر به عبور از تاریکی است
وقتی از سفر به خانه بر می‌گردم
می‌ترسم چمدان ام را باز کنند
تو همه جا پراکنده شوی
و حضور مرا دریابند

### نمونهٔ ترجمه از شعر نزار قبانی
می‌گویدم هنگامی که به رقص برمی‌خیزاندم
کلمه‌هایی که شبیه دیگر کلمه‌ها نیست
زیرِ بازوهایم را می‌گیرد
و بر یکی ابر می‌نشانَدم
بارانی سیاه از چشمان‌ام
تند… تند می‌بارد
مرا با خود می‌برد… می‌برد
به بعد از ظهری که ایوانش عطرآگین است
و من دخترکی در دستانِ او
پَری که نسیم‌اش می‌برد
برایم هفت دایرهٔ ماه می‌آورد
در دستان‌اش… و بقچه‌ای ترانه می‌آورد
آفتابی می‌دهدم
و تابستانی… و دسته‌ای از چلچله‌ها
چیزهایی بازمی‌گوید که سرگیجه می‌گیرم
به من می‌گوید: هدیهٔ گرانبهایم
و برابر با هزارها ستاره
من گنج ام
و زیباترین نقشی که دیده‌است
آن‌سان که رقص و گام‌ها را از یاد می‌برم
کلمه‌هایی که تاریخ ام را باژگونه می‌کند
برای لحظه‌ای مرا زن می‌سازد
برایم قصری خیالی می‌سازد
که جز زمانی کوتاه در آن زندگی نمی‌کنم
و بازمی‌گردم به سوی میز خود و بازمی‌گردم
هیچ چیزی با من نیست
جز کلمه‌ها

### کتاب کارتونی (داستانک‌های شاعرانه)
- رضا طاهری این مجموعه را با جمله‌ای از آدرنو شروع می‌کند: «برای انسانی که دیگر سرزمینی ندارد. نوشتن جایگاه زیستن می‌شود.» این مجموعه، نوشته سال ۸۰ تا ۸۲ است، رضا طاهری در یادداشتی می‌نویسد: «این نوشته‌ها به شعر پهلو می‌زدند، ساختارشان را دوست داشتم، ولی حس داستان‌نویسی نداشتم هر چند می‌نوشتم و می‌دانستم اگه بخوام داستان حرفه‌ای بنویسم چیدمان کلمات باید جور دیگری باشد… برای چاپ این کتاب بسیار با خودم کلنجار رفتم و با دیگران رایزنی کردم اونم توی روزهایی که داشتم تاریخ خلیج فارس کار می‌کردم و کمتر شعر می‌نوشتم. سالی که از شعر و تئاتر یه کم فاصله گرفته بودم حس کردم اگه چاپ نشه دیگه هیچ وقت حوصله چاپ کردنشان ندارم و اصلاً چاپ این کتاب برایم مهم نبود… دلبستگی من به این نوشته‌ها مهم بود… این نوشته‌ها بیشتر فانتزی و توی دنیای ذهنی شکل می‌گیرند و گاهی هم یه جورایی مثل نقاشی‌های آبستره هستند و تصاویر این نوشته‌ها بیشتر کارکرد سینمایی به خصوص انیمیشن دارند… خیلی دوست داشتم این داستانک‌ها که از نظر خودم طرح یا داستانک یک انیمیشن هستند مورد استقبال قرار بگیرند.[۲۲]
- گوشه‌ای از داستان دوم این کتاب:

- پسرک پنج ساله یک عدد
- عروسک خنده‌رو یک عدد
- قالیچهٔ ایرانی یک عدد.
- یک اتاق محتوی وسایل لازم زندگی.
قالیچه را توی اتاق فرش کنید. پسربچه را روی حصارک‌های باغچهٔ قالیچه بگذارید، عروسک را هر جا که پسر بچه دلش خواست. پسربچه روی گلبرگ‌های باغ راه می‌رود، گل‌ها زیر پایش له می‌شوند. عروسک از ته دلش به او می‌خندد. پسر بچه دل گرفته گوشه‌ای از رنگ آبی قالیچه می‌نشیند. گل نیلوفری را می‌چیند و در آب می‌اندازد.

## مدیر ادبی مجموعه «داری و ناری» و «قصه‌های مشهور جهان» و «من و مشاهیر»
- مجموعه قصه‌های مشهور جهان: دون کیشوت، ایلیاد و ادیسه به ترجمه شهاب الدین عباسی و شازده کوچولو و سفرهای مارکوپولو به ترجمه رضا طاهری (در قطع رحلی و رنگی) چاپ شده‌اند.[۲۴]
- مجموعه من و مشاهیر جهان: نوبل، اردوش، کاندینسکی، هلن کلر، اگزوپری و… با ترجمه شهاب الدین عباسی (در قطع وزیری کوتاه و رنگی) چاپ شده‌اند.[۲۵][۲۶]
- مجوعه سفرهای پرماجرای داری (دیدار با مشاهیر ایران) تألیف ابوالقاسم فیض آبادی، چاپ سال ۹۳ و ۹۴ نشر نخستین می‌باشد. میثم خانکشلو، میلاد کشتدار و سمیه رحمتی‌خواه، تصویرگری و فرمهر منجزی ویراستاری و رضا طاهری مدیریت ادبی این مجموعه را برعهده داشته‌اند. این بسته شامل ۱ + ۲۰ کتاب است که یک جلد آن با عنوان «کتاب شما» با مقدمهٔ مدیر ادبی مجموعه دربارهٔ چگونه طراحی کنیم و بنویسم، همراه با برگ‌های سفید منتشر شده‌است و کتابی نانوشته است تا بچه‌ها خودشان آن را بنویسند و تصویرگری کنند.[۲۷] مجموعه سفرهای پرماجرای داری به قلم ابوالقاسم فیض آبادی از جانب دبیرخانه ساماندهی منابع آموزشی و تربیتی آموزش و پرورش در فهرست کتاب‌های مناسب آموزشی قرار گرفته‌است.[۲۸]

## نظرات
وی پیشنهاد می‌کند برای نام‌گذاری روزها بر اساس سنت ایرانی تلفیقی از گاه‌شمار جلالی و باستانی مورد نظر قرار گیرد در این روش تعداد روزهای ماه بر مبنای تقویم جلالی حساب شده مثلاً شش ماه اول همان ۳۱ روز باشد و روزهای نامگذاری شده باستانی بر پایهٔ نامگذاری کهن ماه‌های ۳۰ روزه نامگذاری شود و روز ۳۱ ماه نیز نامگذاری جدید شود. در این روش ۵ یا ۶ روز به آخر سال نمی‌رود؛ مثلاً سپندارمذ برابر ۵ اسفند به بهمن ماه منتقل نمی‌شود یا هرمزدروز و شب یلدا دقیقاً با تقویم جلالی و منطبق با گاه‌شماری طبعیت در تقویم خواهد بود؛ و با همین شکل گاهنبارها نیز با گاه‌شماری طبیعی خود همراه می‌شوند. ایشان تیرگان را برابر نام کهنش و در روز ۱۳ تیر در تقویم جلالی می‌داند نه ۱۰ تیر و می‌نویسد: «از جمله ۶ گاهنبار مهم مِیدیوشَهم به معنی «میان تابستان» است که جشن برداشت خرمن نیز بوده‌است. افزون بر تیر روز ۱۵ تیرماه(۱۰۵ روز از سال گذشته) بتیکان (دی به مهر) جشن می‌گرفته‌اند، آفرینش آب در این گهنبار رخ داده‌است. در بندهشن آمده‌است: «دیگر، آب را آفرید به پنجاه و پنج روز که از روز مهر، ماه اردیبهشت است تا روز آبان، ماه تیر، پنج روز درنگ کرد تا روز دی به مهر. آن پنج روز گاهنبار و آن را نام مدیوشم (فرنبغ دادگی، ترجمه بهار، ۱۳۷۵، ص ۴۱)» در اوستا، کردهٔ چهارم می‌خوانیم: «تشتر، ستارهٔ رایومند فرهمند را می ستاییم؛ که شتابان به سوی فراخکرت بتازد چون آن تیرِ در هوا پَران که آرش تیرانداز - بهترین تیرانداز ایرانی -از کوه «اَیریو خشتوثَ» به سوی کوه «خوانونـَت» بینداخت… آن‌گاه آفریدگار اهوره مزدا بدان دمید، پس آنگاه [ایزدان] آب و گیاه، مهر فراخ چراگاه، آن [تیر] را راهی پدیدآوردند. (دوستخواه، ج ۱، ص ۳۳)» «جشن تیرگان» از بزرگ‌ترین جشن‌های ایران باستان است در ستایش و گرامی‌داشت «تیشتـَر» (تِشتـَر- تیر-شباهنگ- شِعرای یَمانی)، ستارهٔ باران‌آور در باورهای مردمی، و درخشان‌ترین ستارهٔ آسمان که در نیمهٔ دوم سال، هم‌زمان با افزایش بارندگی‌ها، در آسمان سرِ شبی دیده می‌شود. جشن تیرگان در آیین‌های آب پاشی (آب ریزان یا آب پاشان)، فال کوزه، روز آرش شیواتیر و نویسندگان و دست بند تیر و باد نمود بارزد دارد.»